# ChiWriter

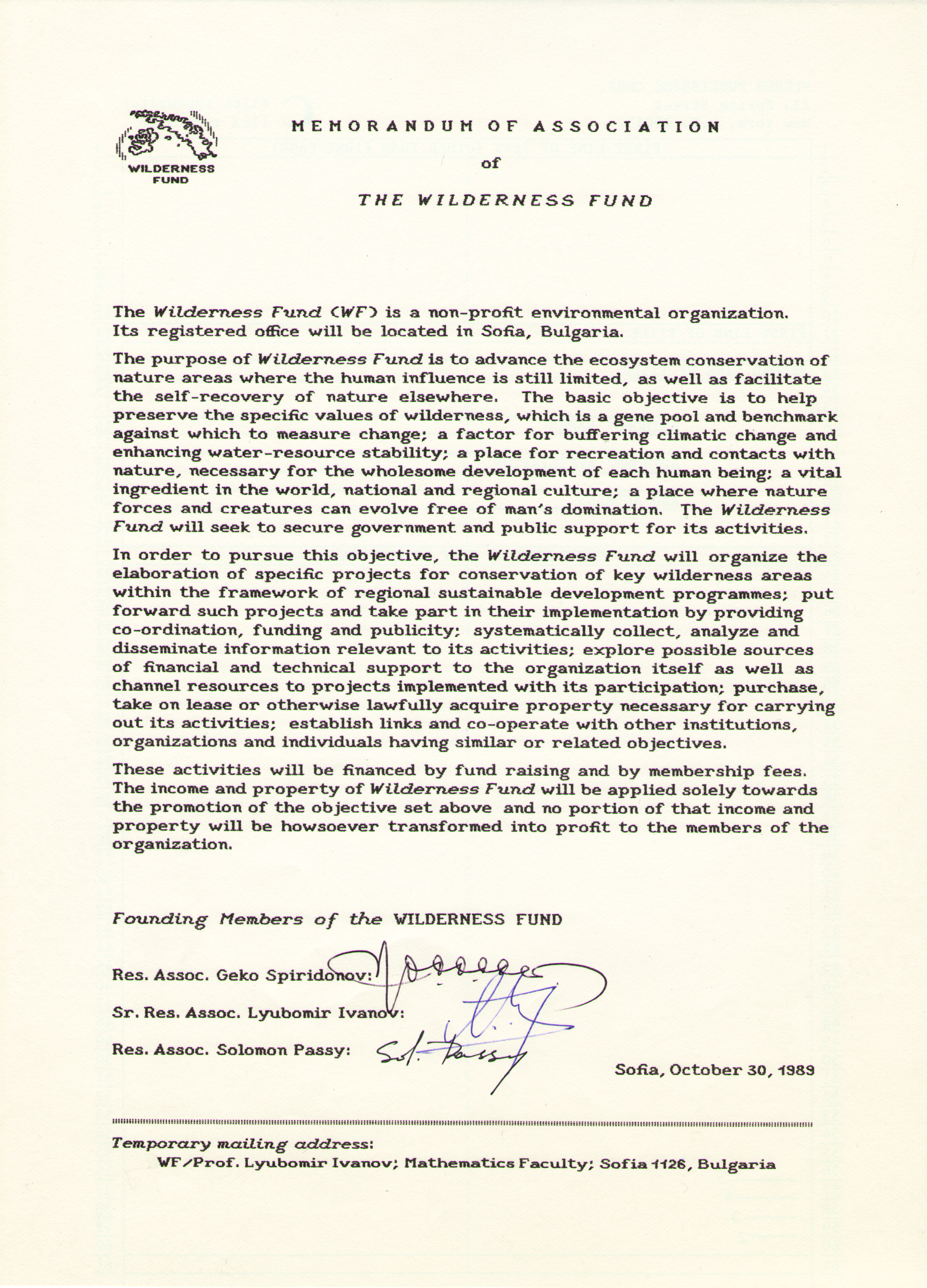
Tekst napisany w ChiWriterze za pomocą czcionek zdefiniowanych przez użytkownika.

ChiWriter – procesor tekstu wydany przez firmę Horstmann Software Design Corporation, sprzedawany i rozwijany od roku 1986 do 1996. Popularny w Polsce w końcu lat 80. i na początku lat 90. ze względu na możliwość definiowania polskich znaków diakrytycznych oraz możliwość edycji wzorów matematycznych i chemicznych. 
ChiWriter stracił na znaczeniu po upowszechnieniu się graficznego środowiska MS Windows, a zwłaszcza edytora MS Word. Autor programu, Cay Horstmann, wskazuje właśnie rozpowszechnienie środowiska Windows jako przyczynę zaprzestania rozwijania ChiWritera, a jako alternatywę wskazuje na MS Word. ChiWriter był też zastępowany przez TeX/LaTeX oferujący ułatwienia przy tworzeniu tekstów naukowych. ChiWriter przestał być rozwijany w roku 1996, czyli 4 lata po opublikowaniu Windows 3.x. 
Mimo że wobec ochrony programu prawami autorskimi i zaniechania dystrybucji stale spada liczba użytkowników, trafiają się zapaleńcy oferujący rozszerzenia umożliwiające m.in. współpracę programu z nowymi drukarkami, oferującymi nowe formaty dokumentów. 
Pod koniec lat 80. powstał Poltekst – polski klon ChiWritera 2.4 oferujący identyczne możliwości i interfejs oraz polską lokalizację. Format plików nie różnił się od formatu ChiWritera. 
Konwersja plików utworzonych za pomocą ChiWritera możliwa jest po zamianie ich na kod ASCII lub wygenerowaniu PostScriptu. Za pomocą rozszerzeń możliwy jest też eksport dokumentów do formatu PDF.